# 门奇海伊
门奇海伊，是匈牙利维斯普雷姆州所辖的一个村，总面积12.61平方公里，总人口252，人口密度20.0人/平方公里（2010年1月1日）。